# How Will I Know
«How Will I Know» es una canción interpretada por la cantante estadounidense Whitney Houston de su álbum debut lanzado en febrero de 1985, llamado Whitney Houston. Fue lanzada por Arista Records en noviembre de ese año como tercer sencillo del álbum. Compuesta por George Merrill y Shannon Rubicam, la canción se hizo originalmente para Janet Jackson, pero la rechazó. Luego, Houston grabó su versión con la letra alterada y la producción de Narada Michael Walden. La pista dance pop con un tempo rápido habla sobre la protagonista tratando de saber si un chico del cual gusta se enamorará de ella.
«How Will I Know» recibió principalmente reseñas positivas por parte de los críticos musicales. El tema se convirtió en el segundo sencillo número de Houston en la lista estadounidense Billboard Hot 100. Pasó dos semanas en la cima del chart y también se convirtió en su primer número uno en el conteo canadiense RPM Singles Chart. En otras regiones, la canción cosechó un gran éxito, llegando a los primeros diez lugares en Suecia, Noruega y el Reino Unido y a los primeros veinte en los Países Bajos, Nueva Zelanda, y Suiza.
Su vídeo musical contiene escenas de Whitney bailando en un increíblemente diseñado escenario lleno de pantallas de vídeo y tabiques coloridos. El video musical le dio a Houston exposición entre los jóvenes y MTV. También recibió nominaciones en los MTV Video Music Awards de 1986 en las categorías de Mejor Video Femenino y Mejor Artista Nuevo, ganando la primera categoría. La canción fue cantada en varias de sus giras musicales, incluyendo el Greatest Love Tour (1986) y su Nothing but Love World Tour (2009-10). "How Will I Know" también está incluido como un remix en el álbum recopilatorio de la cantante Whitney: The Greatest Hits (2000), mientras la versión original está incluida en The Ultimate Collection (2007) y I Will Always Love You: The Best Of Whitney Houston (2012; remasterizado).

## Sencillos
7" sencillo – Arista 107 952	1985
1. «How Will I Know» – 4:10
2. «Someone For Me» – 4:57

## Posicionamiento en listas y certificaciones
| Listas (1986)                                     | Posición |
| ------------------------------------------------- | -------- |
| Alemania (Media Control AG)                       | 26       |
| Australia (Kent Music Report)                     | 2        |
| Austria (Ö3 Austria Top 40)                       | 28       |
| Bélgica (Flandes) (Ultratop 50)                   | 28       |
| Canadá (RPM Top Singles)                          | 1        |
| Estados Unidos (Billboard Hot 100)                | 1        |
| Estados Unidos (Hot R&B/Hip-Hop Singles & Tracks) | 1        |
| Estados Unidos (Billboard Adult Contemporary)     | 1        |
| Estados Unidos (Hot Dance Music/Club Play Chart)  | 3        |
| Finlandia (Finland's Official List)               | 5        |
| Francia (SNEP)                                    | 73       |
| Irlanda (IRMA)                                    | 3        |
| Noruega (VG-lista)                                | 2        |
| Nueva Zelanda (Recorded Music NZ)                 | 19       |
| Países Bajos (Dutch Top 40)                       | 15       |
| Reino Unido (UK Singles Chart)                    | 5        |
| Suecia (Sverigetopplistan)                        | 2        |
| Suiza (Schweizer Hitparade)                       | 11       |

| País           | Organismo certificador | Certificación  | Ref.   |
| -------------- | ---------------------- | -------------- | ------ |
| Canadá         | CRIA                   | Disco de Oro   | [ 16 ] |
| Estados Unidos | RIAA                   | Disco de Oro   | [ 17 ] |
| Reino Unido    | BPI                    | Disco de Plata | [ 18 ] |

### Sucesión en listas
| Anterior: «That's What Friends Are For» de Dionne Warwick y sus amigos | Billboard Hot 100 — Sencillo Nro 1 15 de febrero de 1986 — 1 de marzo de 1986 | Siguiente: «Kyrie» de Mr. Mister |
| Anterior: «Conga» de Miami Sound Machine                               | RPM Top Singles — Sencillo Nro 1 1 de marzo de 1986                           | Siguiente: «Kyrie» de Mr. Mister |